# Retro Active
| 전문가 평가   | 전문가 평가 |
| 평가 점수     | 평가 점수   |
| 출처          | 점수        |
| ------------- | ----------- |
| AllMusic      | [ 2 ]       |
| Rolling Stone | [ 1 ]       |
| Sputnikmusic  | [ 3 ]       |

《Retro Active》는 1993년 10월 5일에 발매된 영국의 록 밴드 데프 레퍼드의 첫 번째 컴필레이션 음반이다. 이 음반은 1984년부터 1993년까지 밴드의 녹음 세션에서 B-사이드와 이전에 발매되지 않은 녹음의 터치업 버전을 특징으로 한다. 이 음반은 빌보드 200에서 9위, 영국 음반 차트에서 6위에 올랐다.

## 배경
12년의 기간 동안 단지 5개의 음반을 발표한 후, 데프 레퍼드는 그 습관을 깨고 열성 팬들에게 대접을 제공하고 밴드의 "스티브 클라크" 시대의 문을 닫기 위해 《Retro Active》를 사용했다. 많은 트랙들이 이전에 싱글 B-사이드로 발매되었다.
가수 조 엘리엇에 따르면, 음반 뒤에 숨겨진 컨셉은 〈Two Step Behind〉 싱글의 성공 이후에 구상되었다고 한다. 이 곡은 원래 1989년 엘리엇에 의해 일렉트릭 버전으로만 데모되었으며, 기타리스트 필 콜린의 제안으로 어쿠스틱 발라드로 녹음되었다. 영화 《라스트 액션 히어로》의 제작자들이 1993년에 사운드트랙의 새로운 곡을 제공하기 위해 밴드에 연락했을 때, 밴드는 투어 일정 때문에 새로운 자료를 녹음할 수 없었고, 대신 1993년 4월 지휘자 마이클 카멘에 의해 스트링이 지정되어 영화 사운드트랙에 포함된 어쿠스틱 버전의 〈Two Step Behind〉의 멀티트랙 테이프를 통해 보냈다. 이 곡은 미국에서 12위에 오른 밴드의 마지막 톱 20 싱글이 되었고, 밴드가 음반을 조립하고 노래의 일렉트릭 버전을 다시 녹음하도록 영감을 주었다.
《Hysteria》 녹음 세션 중 미완성된 두 곡인 〈Desert Song〉과 〈Fractured Love〉는 이 음반만을 위해 완성되었다. 이 음반에는 스위트의 〈Action〉 (영국에서 원곡보다 높은 차트를 기록)과 믹 론슨의 〈Only After Dark〉 등 여러 커버도 포함되어 있다.

## 커버 아트
넬스 이스라엘슨과 휴 사임의 이 음반 커버는 화장대에 앉아 거울을 보는 한 여성의 사진이다. 그러나, 만약 이 커버를 팔의 길이에서 또는 멀리서 본다면, 그것은 두개골 (바니타스화의 한 종류)의 형태를 취하고, 왼쪽 눈구멍을 형성하는 여성의 머리, 그리고 오른쪽 눈구멍을 형성하는 거울에 비친 그녀의 머리를 취한다. 거울 자체는 두개골의 형태를 형성하고 화장대 위의 액세서리들은 코, 콧구멍, 치아를 형성한다. 그것은 찰스 앨런 길버트의 가장 유명한 작품인 《모든 것이 헛되다》 (1892년)에 의해 영감을 받았다. 음반 커버의 대체 버전이 존재하며, 홍보용으로만 출시된다. 유일한 차이점은 데프 레퍼드 로고가 《Pyromania》, 《Hysteria》, 《Adrenalize》에서 볼 수 있는 가장 전통적인 스타일로 대표된다는 것이다. 그 밴드는 《Retro Active》의 사운드처럼 어두운 톤을 고려할 때, 로고의 밝은 색상을 보존하는 것이 가장 좋을 것이라고 느꼈다.

## 곡 목록
| #   | 제목                                           | 작사·작곡                                            | 재생 시간 |
| --- | ---------------------------------------------- | ---------------------------------------------------- | --------- |
| 1.  | 〈Desert Song〉                                | 스티브 클라크, 조 엘리엇, 릭 새비지                  | 5:19      |
| 2.  | 〈Fractured Love〉                             | 클라크, 엘리엇, 새비지                               | 5:08      |
| 3.  | 〈Action〉                                     | 앤디 스콧, 브라이언 코놀리, 스티브 프리스트, 믹 터커 | 3:41      |
| 4.  | 〈Two Steps Behind (Acoustic Version)〉        | 엘리엇                                               | 4:16      |
| 5.  | 〈She's Too Tough〉                            | 엘리엇                                               | 3:41      |
| 6.  | 〈Miss You in a Heartbeat (Acoustic Version)〉 | 필 콜린                                              | 4:04      |
| 7.  | 〈Only After Dark〉                            | 믹 론슨, 스콧 리처드슨                               | 3:52      |
| 8.  | 〈Ride into the Sun〉                          | 클라크, 콜린, 엘리엇, 새비지                         | 3:12      |
| 9.  | 〈From the Inside (with 핫하우스 플라워스)〉   | 엘리엇                                               | 4:13      |
| 10. | 〈Ring of Fire〉                               | 클라크, 콜린, 엘리엇, 로버트 존 "머트" 랭, 새비지    | 4:42      |
| 11. | 〈I Wanna Be Your Hero〉                       | 클라크, 콜린, 엘리엇, 랭, 새비지                     | 4:29      |
| 12. | 〈Miss You in a Heartbeat (Electric Version)〉 | 콜린                                                 | 4:58      |
| 13. | 〈Two Steps Behind (Electric Version)〉        | 엘리엇                                               | 4:29      |
| 14. | 〈Miss You in a Heartbeat (Piano Version)〉    | 콜린                                                 | 4:09      |

## 인증
| 국가                       | 인증     | 판매량/출하량 |
| -------------------------- | -------- | ------------- |
| 캐나다 (뮤직 캐나다)       | 플래티넘 | 100,000^      |
| 스위스 (IFPI 스위스)       | 골드     | 25,000^       |
| 미국 (RIAA)                | 플래티넘 | 1,000,000^    |
| ^출하량을 기반으로 한 인증 |          |               |